# 13 فبراير
- السبت
- الأحد
- الاثنين
- الثلاثاء
- الأربعاء
- الخميس
- الجمعة

- 12 شعبان 1446  هـ
- 23 شعبان 1446  هـ
- 34 شعبان 1446  هـ
- 45 شعبان 1446  هـ
- 56 شعبان 1446  هـ
- 67 شعبان 1446  هـ
- 78 شعبان 1446  هـ
- 89 شعبان 1446  هـ
- 910 شعبان 1446  هـ
- 1011 شعبان 1446  هـ
- 1112 شعبان 1446  هـ
- 1213 شعبان 1446  هـ
- 1314 شعبان 1446  هـ
- 1415 شعبان 1446  هـ
- 1516 شعبان 1446  هـ
- 1617 شعبان 1446  هـ
- 1718 شعبان 1446  هـ
- 1819 شعبان 1446  هـ
- 1920 شعبان 1446  هـ
- 2021 شعبان 1446  هـ
- 2122 شعبان 1446  هـ
- 2223 شعبان 1446  هـ
- 2324 شعبان 1446  هـ
- 2425 شعبان 1446  هـ
- 2526 شعبان 1446  هـ
- 2627 شعبان 1446  هـ
- 2728 شعبان 1446  هـ
- 2829 شعبان 1446  هـ

13 فبراير أو 13 شُباط أو يوم 13 \ 2 (اليوم الثالث عشر من الشهر الثاني) هو اليوم الرابع والأربعون (44) من السنة وفقًا للتقويم الميلادي الغربي (الغريغوري). يبقى بعده 321 يومًا لانتهاء السنة، أو 322 يومًا في السنوات الكبيسة.

## أحداث
- 962 - الإمبراطور أوتو الأول والبابا يوحنا الثاني عشر يوقعان على اتفاقية دبلوم أوتونيانوم، يعترفان بجون حاكمًا لروما.[1]
- 1258 - هولاكو خان، أمير الإمبراطورية المغولية، يأمر جيشه بنهب مدينة بغداد التي استولوا عليها للتو.[2]
- 1668 - إسبانيا تعترف بالبرتغال كدولة مستقلة.
- 1795 - تأسيس أول جامعة تابعة لولاية أمريكية في الولايات المتحدة وهي جامعة ولاية كارولاينا الشمالية.
- 1920 - عصبة الأمم تعترف بحياد سويسرا، وهو الموقف الذي تبنته سويسرا على مدى قرون.
- 1942 - الزعيم النازي أدولف هتلر يتراجع عن فكرة غزو بريطانيا والمعروفة بخطة «أسد البحر».
- 1946 - اختيار مدينة نيويورك الأمريكية مقرًا لهيئة الأمم المتحدة.
- 1960 - فرنسا تقوم بأول تفجير نووي لها، وقد اختارت الجزائر التي كانت تحتلها مكانًا لإجراء التجربة وذلك كي تتجنب أي أضرار يمكن أن تنجم عنها.
- 1974 - الاتحاد السوفيتي يطرد الأديب والكاتب ألكسندر سولجنيتسين من البلاد ويجرده من جنسيته بسبب معارضته للحكم.
- 1984 - اختيار قسطنطين تشيرنينكو سكرتيرًا عامًا للحزب الشيوعي السوفييتي.
- 1991 - قصف ملجأ العامرية في بغداد مما أدى إلى مقتل 408 شخصًا.
- 1992 - زوال جمهورية منغوليا الشعبية
- 2011 - المجلس الأعلى للقوات المسلحة الحاكم في مصر يصدر إعلانًا دستوريًا يعلن فيه حل مجلسي الشعب والشورى ويعلق العمل بالدستور، ويعلن توليه إدارة شئون البلاد بصفة مؤقتة لستة أشهر أو لحين إجراء الانتخابات البرلمانية والرئاسية.
- 2015 - اشتعال مُظاهراتٍ في عددٍ من المُدن التُركيَّة إثر العُثور على جُثَّة المُراهقة أوزكه جان أصلان التي تبيَّن أنها اغتُصبت وأُحرقت من قِبل سائق ميكروباص ومُساعداه.
- 2017 -
  - مقتل 30 شخصاً على الأقل وإصابة 82 آخرين جراء تفجير انتحاري في مدينة لاهور الباكستانية.
  - مقتل كم جونغ نام، الأخ غير الشقيق للرئيس الكوري الشمالي كم جونغ أون على يد امرأتين في مطار كوالالمبور الدولي في ماليزيا.
- 2019 -
  - عشرات القتلى والجرحى في هجوم انتحاري استهدف حافلة للحرس الثوري الإيراني في محافظة بلوشستان في إيران.
  - محكمة أمريكية تدين إمبراطور المخدرات المكسيكي خواكين غوزمان لويرا الشهير بإل تشابو، وتجده مذنبًا بجميع التهم الموجهة إليه، وتحدد يوم 25 يونيو 2019 موعدًا للنطق بالحكم النهائي.
  - وكالة ناسا تُعلن اختتام مُهمَّة مركبة أبورتيونيتي المريخيَّة، التي دامت 15 سنة، بعدما فشل العُلماء في إعادة تشغيلها بعد أن توقفت عن العمل خلال شهر حُزيران (يونيو) 2018.
  - افتتاح مؤتمر وارسو حول الشرق الأوسط لمواجهة النفوذ الإيراني في المنطقة بحضور لافت لدول عربية وإسرائيل.
- 2021 - تشكيل حكومة جديدة في إيطاليا برئاسة ماريو دراجي الرئيس السابق للبنك المركزي الأوروبي، بعد استقالة حكومة كونتي الثانية.
- 2022 - الجمعية الاتحادية الألمانية تُعيد انتخاب الرئيس فرانك-فالتر شتاينماير لفترة رئاسية ثانية مدتها خمس سنوات.
- 2023 - فوز المرشح المستقل نيكوس خريستودوليدس في انتخابات الرئاسة القبرصية بنسبة 51.92%، وبلغت نسبة إقبال الناخبين 72.45%.

## مواليد
- 1457 - ماري دوقة بورغونيا، زوجة ماكسيمليان الأول إمبراطور الرومانية المقدسة.
- 1599 - ألكسندر السابع، بابا الكنيسة الرومانية الكاثوليكية.
- 1835 - غلام أحمد القادياني، مؤسس الجماعة الأحمدية
- 1881 - مربيه ربه، فقيه ومشاعر ومجاهد مغربي، وابن ماء العينين القلقمي.
- 1895 - صديق المنشاوي قارئ قرآن كريم مصري
- 1910 - ويليام شوكلي، عالم فيزياء أمريكي حاصل على جائزة نوبل في الفيزياء عام 1956.
- 1913 - الملك خالد بن عبد العزيز آل سعود، ملك المملكة العربية السعودية.
- 1920 - شفيق بلبع، سياسي وصيدلي مصري.
- 1936 - بافول مولنار، لاعب كرة قدم تشيكوسلوفاكي.
- 1938 -
  - أحمد الصالح، ممثل كويتي.
  - أوليفر ريد، ممثل إنجليزي.
- 1943 - إريك فريدريكسون، حكم كرة قدم سويدي.
- 1956 -
  - بسام الملا، مخرج سوري.
  - عالية بنت الحسين، ابنة ملك الأردن الحسين بن طلال.
- 1959 - ياسمين خلاط، ممثلة ومخرجة لبنانية.
- 1960 - بييرلويجي كولينا، لاعب وحكم كرة قدم إيطالي.
- 1961 - ريتشارد تايسون، ممثل أمريكي.
- 1964 - عصام سلطان، محامي وسياسي ومفكر مصري.
- 1967 - مستورة، ممثلة سودانية تعمل في مصر.
- 1968 - أحلام، مغنية إماراتية.
- 1973 - دانية الخطيب، مذيعة لبنانية.
- 1974 -
  - أحمد المطيري، لاعب كرة قدم كويتي.
  - روبي ويليامز، مغني إنجليزي.
- 1977 -
  - حازم سمير، ممثل مصري.
  - رولا محمود، ممثلة مصرية.
- 1979 -
  - رافاييل ماركيز، لاعب كرة قدم مكسيكي.
  - مينا سوفاري، ممثلة أمريكية.
- 1980 - سيباستيان كيل، لاعب كرة قدم ألماني.
- 1981 - لويزاو، لاعب كرة قدم برازيلي.
- 1985 - ألكساندروس تزيوليس، لاعب كرة قدم يوناني.
- 1986 -
  - جامي موري، لاعب كرة مضرب اسكتلندي.
  - لوك مور، لاعب كرة قدم إنجليزي.
- 1992 - كيفين لاكروز، لاعب كرة قدم إسباني.

## وفيات
- 1332 - أندرونيقوس الثاني باليولوج، إمبراطور الإمبراطورية البيزنطية.
- 1542 - كاثرين هوارد، الزوجة الخامسة لهنري الثامن ملك إنجلترا.
- 1883 - ريتشارد فاغنر، موسيقي ألماني.
- 1978 - عباس فارس، ممثل مصري.
- 2004 - سليم خان يندرباييف، رئيس شيشاني.
- 2008 - زيزي مصطفى، ممثلة مصرية.
- 2010 - عامر خماش، عسكري وسياسي أردني.
- 2012 - محمد العماري، عسكري جزائري.
- 2013 - سيد سيزار، ممثل وكاتب أمريكي.
- 2015 - آمال الزهاوي، شاعرة عراقية.
- 2017 - كم جونغ نام، الأخ غير الشقيق للرئيس الكوري الشمالي كم جونغ أون.
- 2022 - محمد فوزي جاب الله، عالم تشريح مصري.

## أعياد ومناسبات
- يوم سرقة البنك نسبة إلى جيسي جيمس الذي نجح في سرقة بنك عام 1866 للمرة الأولى في العالم.
- اليوم العالمي للإذاعة الذي أقرته اليونسكو في 3 نوفمبر عام 2011 للاحتفاء بدور الإذاعة عالمياً.

## وصلات خارجية
- وكالة الأنباء القطريَّة: حدث في مثل هذا اليوم.
- النيويورك تايمز: حدث في مثل هذا اليوم.
- BBC: حدث في مثل هذا اليوم.